# روبرت جيبس
روبرت جيبس (بالإنجليزية: Robert Henry Gibbs)‏ (و. 1929 – 1988 م) هو عالم حيواني، وعالم أسماك، من الولايات المتحدة الأمريكية، توفي عن عمر يناهز 59 عاماً.